# Pheugopedius rutilus
El cucarachero pechirrufo, soterrey carimoteado o ratona de pecho canela (Pheugopedius rutilus) es una especie de ave paseriforme de la familia Troglodytidae propia del norte de Sudamérica y el sur de Centroamérica. Anteriormente se clasificaba en el género Thryothorus.

## Descripción
En promedio mide 14 cm de longitud, y pesa 16 g. El plumaje de las partes superiores es de color castaño grisáceo, con barras negras en la cola. La garganta y los lados de la cara son negros con motas blancas. Tienen una tenue línea superciliar blanca. El pecho es castaño rojizo rufo, el vientre es de color marrón blancuzco y los flancos color castaño. Pheugopedius rutilus tobagensis de Tobago es más grande y tiene partes inferiores más oscuras.
Canta de seis a diez notas tu-si-Hiiar-tu-si, tu-si-Hiiar-tu-si. Su llamado es un agudo chip, emitido cuando busca alimento.

## Distribución y Hábitat
Se encuentra en Costa Rica, Panamá, Colombia, Venezuela y Trinidad y Tobago. Vive en matorrales y enmarañados de bejucos, áreas de bambú densas; en las márgenes de los bosques y límites de plantaciones y en jardines en las zonas húmedas, entre los 300 y 1.200 m de altitud. En Sudamérica llega solamente hasta el norte de los Andes y montañas vecinas.

## Alimentación
Se alimenta de insectos y ciempiés.

## Reproducción
Construye un nido en forma de esfera grande, hecha de hojas y hierba, con una entrada lateral, oculto en la vegetación enmarañada. La hembra pone de dos a cuatro huevos de color marrón con manchas blancas.